# قائمة المناطق البيئية في تونس
تضمّ هذه المقالة قائمة بالمناطق الإيكولوجية في تونس وفقا للصندوق العالمي لطبيعة.

## الأقاليم الإيكولوجية البرية

### منطقة قطبية شمالية قديمة

#### غابات صنوبرية معتدلة
- الغابات الصنوبرية المُختلطة في البحر الأبيض المتوسط

#### غابات متوسطية
- الغابات والسهوب الجافة في البحر الأبيض المتوسط
- غابات الأشجار في البحر الأبيض

#### الصحاري
- الغابات والسهوب في شمال الصحراء

#### الأراضي العشبية والسافانا
- صحراء هالوفيتس

## المناطق الإيكولوجية البحرية
- التونسي الهضبة/خليج السدرة
- غرب البحر الأبيض المتوسط